# Autopista Bonilla/Alonso de Ribera
La Autopista Bonilla/Alonso de Ribera es una autopista dual, de dos tramos, que une a las comunas de Concepción, Lirquén, Talcahuano y Penco, en la VIII Región del Biobío, Chile. Se ubica en el sector de Barrio Norte de la comuna penquista.
Esta autopista recibe dos nombres en sus dos tramos: al separarse de la Autopista Concepción-Talcahuano se llama Alonso de Ribera, en honor al gobernador de Chile, y al llegar al final de la autopista, cercana a la Rotonda Bonilla, la autopista recibe el nombre de General Bonilla, en homenaje al exministro de Interior, general de Ejército Óscar Bonilla.

## Características
La autopista fue construida para unir el Puerto de Lirquén con Talcahuano y el SVTI (San Vicente Terminal Internacional). Además, la Autopista Bonilla/Alonso de Ribera conecta a la Autopista Concepción-Talcahuano y a la Autopista Tomé-Concepción (con destino a Penco).
Entre los puntos relevantes en el trazado de esta autopista se encuentran el Terminal de Buses y Taxis Camilo Henríquez y la UCSC (Universidad Católica de la Santísima Concepción). 
- Datos: Q5712563